# سفارت ایالات متحده آمریکا در تالین
سفارت ایالات متحده آمریکا در تالین (به لاتین: Embassy of the United States) یک منطقهٔ مسکونی و نمایندگی سیاسی ایالات متحده آمریکا در استونی است که در Tallinn City واقع شده‌است.